# SN 2010D
SN 2010D – supernowa typu II odkryta 10 stycznia 2010 roku w galaktyce UGC 5714. W momencie odkrycia miała maksymalną jasność 17,00m.